# Cycloctenus fugax
Cycloctenus fugax là một loài nhện trong họ Deinopidae.
Loài này thuộc chi Cycloctenus. Cycloctenus fugax được miêu tả năm 1890 bởi Goyen.